# اوه یون-کیو
اوه یون-کیو (انگلیسی: Oh Yun-kyo; ۲۵ مهٔ ۱۹۶۰ – ۲۷ سپتامبر ۲۰۰۰) بازیکن فوتبال اهل کره جنوبی بود.
از باشگاه‌هایی که در آن بازی کرده‌است می‌توان به باشگاه فوتبال اولسان هیوندای و باشگاه فوتبال ججو یونایتد اشاره کرد.
وی همچنین در تیم‌های ملی فوتبال زیر ۲۰ سال کره جنوبی و کره جنوبی بازی کرده‌است.